# República Popular d'Angola
La República Popular d'Angola (portuguès: República Popular de Angola) cobreix el període de la història d'Angola com una autodeclarat estat socialista. Establerta el 1975 després de la independència de Portugal, semblant a la situació a la República Popular de Moçambic, a Moçambic. La nació recentment fundada va tenir relacions amistoses amb la Unió Soviètica, Cuba i la República Popular de Moçambic. El país estava governat pel Moviment Popular per l'Alliberament d'Angola (MPLA), que va ser responsable de la transició cap a un sistema unipartidista marxista-leninista. El grup va ser recolzat per Cuba i la Unió Soviètica.
Un grup contrari, conegut com la Unió Nacional per a la Independència Total d'Angola (UNITA), va provocar una Guerra Civil angolesa amb el MPLA, amb el suport de Sud-àfrica i els Estats Units.
El 1991 el MPLA i UNITA van signar els acords de Bicesse, que permetria eleccions multipartidistes a Angola. Encara que seguien havent-hi disputes, la República Popular d'Angola va ser finalment desmantellada en 1992, convertint-se en l'actual República de Angola.